# Attaque de Chah-Tcheragh
L'attaque de Chah-Tcheragh est un attentat survenue le 26 octobre 2022 dans le Chiraz. Au moins 15 personnes ont été tuées, une quarantaine d'autres blessées. Le mausolée Chah-Tcheragh est un lieu de pèlerinage chiite très important en Iran, c'est également le mausolée le plus grand de la région.
L'organisation État islamique a revendiqué la responsabilité de cette attaque. C'est la troisième attaque d'ampleur commise par l'État islamique dans le pays après la double attaque contre le parlement iranien et sanctuaire de Khomeiny en 2017, et l'attaque d'un défilé militaire des gardiens de la révolution en 2018.

## Contexte
L'Iran est une théocratie islamique chiite, qui a souffert d'attaques terroristes par des islamistes sunnites et des séparatistes,,. À la fin des années 2010 et au début des années 2020, il y a eu d'importantes manifestations sur divers problèmes, qui se sont intensifiées en septembre 2022 en raison de la mort en garde à vue de Mahsa Amini, arrêtée pour avoir porté incorrectement le hijab.

## Attaque
Le 26 octobre 2022, lors de la prière du soir, un homme armé d'une Kalachnikov entre dans le mausolée, filmé par une caméra de vidéosurveillance, l'assaillant tire plusieurs coups de feu sur un policier situé à l'entrée du sanctuaire, puis entre dans l'enceinte du bâtiment et tire sur les fidèles.
Au moins 15 personnes ont été tuées, et une quarantaine d'autres blessées. Selon le chef de l'autorité judiciaire de la province de Fars, Kazem Moussavi, l'attaque est commise par « une seule personne ». Cette dernière, identifiée sous différents noms (Abou Aïcha, Hamed Badakhshan et Sobhan Komrouni), est blessée lors de son arrestation par les forces de sécurité et décède à l'hôpital le 29 octobre 2022,.

## Responsabilités
Quelques heures après l'attaque, l'État islamique en revendique officiellement la responsabilité, via un communiqué publié sur Telegram, qu'il conclut par la phrase suivante : « Que les râfidhites associateurs sachent que les sahaba — qu'Allah soit satisfait d'eux — ont des descendants qui se transmettent la vengeance de génération en génération, par la permission d'Allah le Très-Haut ».
Le 27 octobre 2022, le groupe islamique, dans le 362e numéro de son hebdomadaire Al-Naba (en), dévoile des informations complémentaires concernant l'attaque et promet d'en conduire de nouvelles en Iran.
Le 29 octobre 2022, l'agence de presse semi-officielle de l'État islamique, Amaq, publie une vidéo posthume (tournée la veille de l'attentat) dans laquelle on voit l'assaillant cagoulé prêter « allégeance au commandeur des croyants et calife des musulmans, le moudjahid cheikh Abou al-Hassan al-Hachimi al-Qourachi ». Il y est identifié par le nom de guerre d'Abou Aïcha al-Oumari. Peu de temps après, Amaq publie une photo de lui à visage découvert. 
Le 17 juin 2022 déjà, dans le huitième numéro de son magazine Voice of Khurasan, le groupe djihadiste prévient que « très bientôt le sang des majous iraniens sera versé dans leurs rues ». Le groupe reproche à certains groupes islamo-nationalistes comme le Hamas en Palestine ou les talibans en Afghanistan leurs liens étroits avec la république islamique d'Iran.

## Enquête et procès
Le 7 novembre 2022, le ministère du Renseignement iranien annonce l'arrestation de « 26 terroristes takfiris », originaires du Tadjikistan, d'Afghanistan et d'Azerbaïdjan, en lien avec l'attaque. Le 13 février 2023, un haut fonctionnaire de ce ministère affirme que 42 personnes ont été arrêtées au total, empêchant la perpétration d'au moins neuf attaques terroristes similaires,. 
Le 8 décembre 2022, le chef de l'autorité judiciaire de la province de Fars, Kazem Moussavi, annonce l'inculpation de cinq personnes pour « guerre contre Dieu, corruption sur terre, appartenance au groupe terroriste Daech, appartenance à un groupe rebelle, rassemblement et collusion en vue de porter atteinte à la sécurité nationale ». Le 15 février 2023, leur procès s'ouvre devant la première chambre du tribunal révolutionnaire de Chiraz, présidée par Mahmoud Salvati. Le 18 mars 2023, la cour rend son verdict : Mohammad Ramez Rashidi (24 ans, de nationalité afghane) et Naeem Hashem Qatali (27 ans, de nationalité afghane), directement impliqués dans l'armement, l'approvisionnement et la logistique du principal auteur de l'attaque, sont condamnés à être exécutés en public,,. Mohammad Rahmani (20 ans, de nationalité afghane), chef de réseau de l'État islamique à Téhéran, est condamné à 25 ans de prison. Mostafa Jan Amani (23 ans, de nationalité afghane), soutien du groupe, est condamné à 15 ans et un jour de prison,,. Hamid Ala Kaboli, voisin de Ramez et membre de chaînes Telegram liées à l'organisation État islamique, est condamné à 5 ans de prison,.  Le 21 mai 2023, Kazem Moussavi annonce le lieu de l'exécution de Mohammad Ramez Rashidi et Naeem Hashem Qatali. Le 24 mai 2023, leur appel est rejeté par la cour suprême d'Iran. Le 8 juillet 2023, à l'aube, ils sont pendus en public dans la rue du 9-Dey, adjacente au mausolée Chah-Tcheragh.  

## Réactions
- Nations unies : D'après son porte-parole, Stéphane Dujarric, le secrétaire général de l'ONU, António Guterres, « condamne fermement l’attentat terroriste [...] contre le sanctuaire sacré de Shah Cheragh » et « présente ses sincères condoléances aux familles endeuillées ainsi qu’au peuple et au Gouvernement de la République islamique d’Iran »[29].